# Narycia tetramochla
Narycia tetramochla är en fjärilsart som beskrevs av Turner 1923. Narycia tetramochla ingår i släktet Narycia och familjen säckspinnare. Inga underarter finns listade i Catalogue of Life.